# Klaus Kinkel
Klaus Kinkel (Metzingen, 1936 december 17. – Sankt Augustin, 2019. március 4.) német szabaddemokrata politikus, ügyvéd, a Bundestag tagja, igazságügy-miniszter (1991–1992), külügyminiszter (1992–1998), alkancellár (1993–1998).
Halálakor Christian Lindner, az FDP elnöke ezt írta róla a Twitteren: egyenes és alázatos ember volt, akinek volt egyénisége.

## Életpályája
Édesapjához hasonlóan orvosi pályára készült, ám végül a jogi egyetemen szerzett diplomát 1964-ben.
Kinkel 1991 és 1992 között igazságügy-miniszter, 1992 és 1998 között külügyminiszter volt. 1993 és 1995 között pedig ő vezette a Német Szabaddemokrata Pártot (FDP).
A politikától való visszavonulása után ügyvédként dolgozott.
2019. március 4-én halt meg.

## Díjai, elismerései
- Reinhold Maier-emlékérem